# Chelonus procericornis
Chelonus procericornis är en stekelart som beskrevs av Mccomb 1968. Chelonus procericornis ingår i släktet Chelonus och familjen bracksteklar. Inga underarter finns listade i Catalogue of Life.